# Валовий ігровий дохід
Валовий ігровий дохід (англ. Gross gaming revenue — GGR), який також називають ігровим доходом — це загальна сума всіх сум, включаючи чеки та інші оборотні інструменти, зібрані чи ні, отримані компанією в будь-який період від проведення або гри в казино (як варіант).
GGR — це ключова метрика, що використовується компаніями, що займаються азартними іграми та ставками. Він показує різницю між сумою грошей, яку ставлять гравці за мінусом суми, яку вони виграють. Цей показник є еквівалентним поняттям «продаж» або «дохід», а не «прибуток» або «заробіток».